# Hospital Materno Infantil Mohibe Akil de Menem
El Hospital Materno Infantil Mohibe Akil de Menem, conocido también como "Hospital Materno Infantil" o solamente "Hospital Menem", fue un nosocomio destinado al cuidado y la atención de pacientes centrándose en su embarazo, seguimiento y parto. Se ubicaba en la localidad de Grand Bourg del partido Malvinas Argentinas. 
El Hospital fue fundado en 1991 por aquel entonces en el  Partido General Sarmiento y recibe el nombre de la madre del expresidente Carlos Menem, que estuvo presente en la inauguración.
Fue clausurado a inicios del año 2012, ya que en la localidad de Ing. Pablo Nogués se inauguró la Maternidad "María Eva Duarte", nosocomio dependiente del Hospital Central de Pediatría "Dr. Claudio Zin", un establecimiento más moderno dejando atrás al arcaico Hospital Materno Infantil Mohibe Akil de Menem. Corrió la misma suerte que el Hospital Pediátrico Concejal Mary Gervasoni.
Actualmente en los terrenos donde funcionaba el Hospital, hoy es un Establecimiento de la Policía Municipal y también se encuentra aquí el Centro Municipal de Estudios.

## Especialidades médicas
- Ginecología
- Obstetricia
- Neonatología

El Hospital cuenta además con su respectiva área de Laboratorio, Hemoterapia, el Centro de 

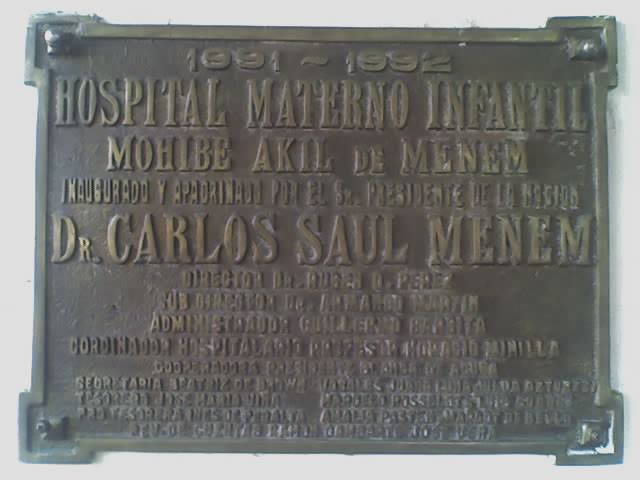
Placa con el nombre del Hospital, colocada en su inauguración.

Residuos Patogénicos, Morgue, Residencia de madres y la oficina administrativa destinada a estadísticas y archivo.
Mantiene el programa Mamma Mia, destinado a la atención personalizada del embarazo y el parto el cual tiene como objetivo disminuir el nivel de partos sin controles previos. En el contexto de la crisis de 2001 durante el gobierno de Fernando De La rúa, comenzó la descentralización en salud en la Provincia de Buenos Aires, pasando la responsabilidad primaria de los hopsitales de la Nación a los municipios. Como consecuencia, aumentó la cantidad de egresos en un 121 por ciento, pasando de 11.685 en el año de la crisis a 25.915 en el año 2007
En 2009 registró un total de 5.331 partos.
En 2010 registró un total de 3.700 partos.

## Conflicto de Enfermeros en 2005
El 7 de noviembre de 2005, un grupo de más de 25 enfermeros del servicio de neonatología fue desplazado de su cargo, quienes apuntaban en responsabilidad al Secretario de Salud Hugo Schwab de querer privatizar el servicio. Dos días después se manifestaron frente al Hospital con el apoyo del Sindicato de Enfermeros. 